# Еккерсвайлер
Еккерсвайлер (нім. Eckersweiler) — громада в Німеччині, розташована в землі Рейнланд-Пфальц. Входить до складу району Біркенфельд. Складова частина об'єднання громад Баумгольдер.
Площа — 3,69 км2. Населення становить 164 ос. (станом на 31 грудня 2020).